# 阿摩司·奥兹
阿摩司·奥兹（希伯來語：‎，1939年5月4日—2018年12月28日），原名阿摩司·克勞斯納，当代以色列文坛最杰出的作家，也是最富有国际影响的希伯来语作家，以色列本·古里安大学希伯来文学系终身教授。

## 生平
奥兹出生于耶路撒冷的一户东欧犹太人移民家庭，父亲来自立陶宛，母亲来自西乌克兰。伯曾祖父是著名的约瑟夫·克劳斯纳。奥兹15岁时改为现名，意为“坚强”。奥兹在成人后同许多以色列人一样，参加了军队，在六日战争时他驾驶着坦克在西奈半岛作战，在赎罪日战争时，他在戈兰高地服役。
奥兹22岁时开始出版作品，一生共出版了18部作品，撰写了450多篇文章，被翻译成为30多种语言。
奥兹在政治上是社会民主主义者，他一直支持以色列与巴勒斯坦展开直接谈判以达成和平，他反对继续修建以色列定居点，支持奥斯陆协议。但是他却并不反对以色列政府在约旦河西岸地区修建隔离墙的行为，并且支持以色列政府在2006年以黎衝突中的立场。
他曾经是以色列工党的坚实党员，也是其前领袖西蒙·佩雷斯的密友，一度还成为西蒙·佩雷斯可能的继任者之一。但是1990年代之后，奥兹转而支持更加左翼的梅雷兹党。
2014年，因為其希伯來語文學的成就而獲頒首屆齊格飛·藍茨獎。
2018年12月28日因癌症去世，享年79歲。

## 主要著作

### 小說
- 《胡狼嗥叫的地方》（1965）
- 《我的米海尔》（1968）
- 《惡意之山》（1976）
- 《沙海無瀾》（1982）
- 《黑匣子》（1987）
- 《我從妳逃向妳》（1989）
- 《費瑪》（1991）
- 《莫稱之為夜晚》（1994）
- 《地下室的黑豹》（1995）
- 《一樣的海》（1999）
- 《爱与黑暗的故事》（2002）
- 《忽至深林深處》（2005）
- 《詠嘆生死》（2007）
- 《鄉村生活圖景》（2009）

### 非小說
- 《故事開始了》（1999）

### 文章
- “Arafat's gift to us: Sharon” （页面存档备份，存于）, The Guardian, February 8, 2001
- “An end to Israeli occupation will mean a just war”, The Observer, April 7, 2002
- “Free at last” （页面存档备份，存于）, Ynetnews, August 21, 2005
- “This can be a vote for peace” （页面存档备份，存于）, The Guardian, March 30, 2006
- “Defeating the extremists” Archive.today的存檔，存档日期2013-01-08, Ynetnews, November 21, 2007
- “Don't march into Gaza” （页面存档备份，存于）, Ynetnews, February 13, 2008
- “Secure ceasefire now” Archive.today的存檔，存档日期2013-01-08, Ynetnews, December 31, 2008
- http://www.tcd.ie/registrar/honorary-degrees/ （页面存档备份，存于）